# Ꚅ
Ꚅ, ꚅ (лигатура ЗЖ, в Юникоде называется жвэ) — буква расширенной кириллицы, использовавшаяся в абхазском языке для обозначения лабиализованного звонкого постальвеолярного сибилянта /ʒʷ/. Соответствует нынешнему диграфу Жә.

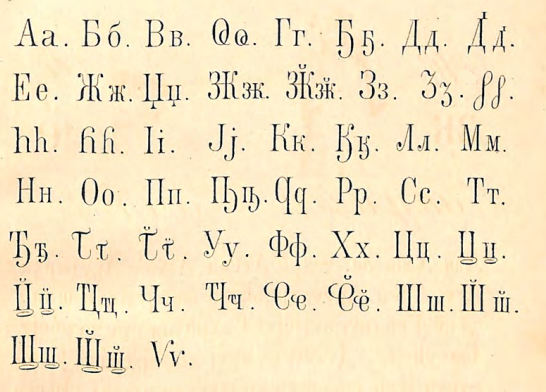
Абхазский алфавит Мачавариани и Гулиа 1892 года